# Tingerup
Tingerup er en landsby på Midtsjælland med 42 husstande. Landsbyen er en del af Soderup Sogn i den sydøstlige del af Holbæk Kommune. 
Landsbyens historie rækker langt tilbage. I 1682 var der ti centrale gårde her, og byen fremtræder fortsat som et særligt kulturmiljø, der er beskrevet i rapport fra Holbæk Kommune. Her fremhæves byens slyngede vejforløb med små stræder, dens eksempler på andelstidens grundmurede gårdanlæg samt flere ældre huse og villaer, heriblandt den ældste skole fra 1815 med mindeplade.
Fra 1925 til 1936 eksisterede Tingerup Trinbræt som et trinbræt på den nu nedlagte sjællandske midtbane.
Landsbyen var tidligere et samlingssted for danske baptister på egnen i bygningen "Tabor" på Tingerupvej 22.
Der findes en 5.000 kvadratmeter åben pæonhave på Sløjfen i Tingerup med både træpæoner og staudepæoner, rhododendron, iris samt øvrige træer og buske.